# Панагия Сумела
Панаги́я Сумела́ (греч. Παναγία Σουμελά — «Всесвятая с горы Мела»; или Монастырь Сумела, тур. Sümela Manastırı) — православный монастырь Константинопольской православной церкви, возведённый в конце IV — начале V века нашей эры на меловой скале Трабзона (Трапезунда; территория современной Турции). С конца IV века в монастыре хранилась чудотворная икона Богородицы Панагия Сумела, написанная, по преданию, апостолом Лукой. В 1923 году (греко-турецкий обмен населением) икона была вывезена понтийскими греками.
Дата памяти основателей монастыря — 18 (31) августа, иконы Панагия Сумела — 15 (28) августа, в день Успения Пресвятой Богородицы.

## Название
Имя монастыря этимологически происходит от горы Мела, на которой он находится, и местного наречия «су», что означает «в/на» – то есть «в/на Меле». Согласно другой точке зрения, название происходит от лазского слова «сумела», которое обозначает Святую Троицу.

## История
Основание монастыря приписывается монаху Варнаве (между 375 до 395 годами), а восстановление Святому Софронию после разрушительного набега агарян (арабов) в VI веке.
В византийскую эпоху монастырь пользовался благосклонностью нескольких поколений императоров и стал самым влиятельным и богатым на территории Понта в эпоху Трапезундской империи (1204—1461 годы). Большими благодетелями монастыря были трапезундские императоры Мануил III Великий Комнин, который принёс в дар монастырю Крест с частицей Животворящего Древа, и Алексий III, объявленный «великим ктитором» монастыря, так как помог восстановить ряд зданий монастырского комплекса и подарил монастырю 48 деревень в память чудесного избавления императора от шторма.
После падения последней все привилегии были подтверждены султаном Селимом I и всеми последующими османскими правителями.
Наибольшего расцвета монастырь достиг в XVIII—XIX веках.

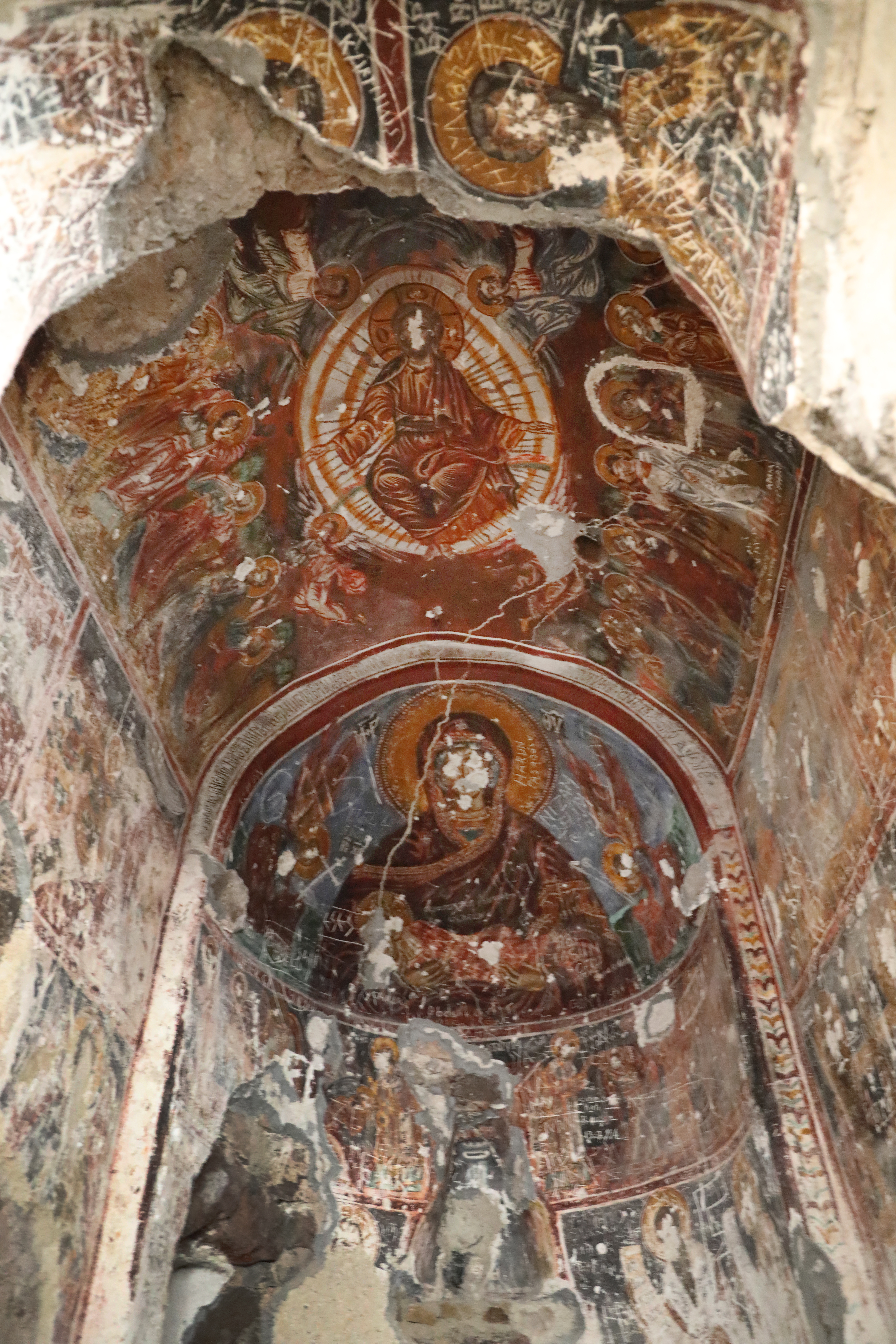

Во время катастрофы в Малой азии в 1922 году турками монастырь был серьёзно повреждён и подожжён. После выселения греческого православного населения Анатолии в рамках греко-турецкого обмена населения в соответствии с положениями Лозаннской конференции, монашеская жизнь в Панагия Сумела пресеклась. Монахи до принудительного выхода в 1923 году спрятали в часовне Святой Варвары образ Богородицы Панагия Сумела, евангелие преподобного Христофора и крест императора Мануила Комниаа. Позже, в 1930 году, перевезены в Грецию, где пребывают в новом монастыре Панагии Сумела близ города Верия в Македонии.
На протяжении нескольких веков монастырь Панагия Сумела был святыней не только для понтийских греков, но и христианства всего мира, однако турецкие власти крайне враждебно относились к православному паломничеству. Впервые оно стало возможным только в 2007 году. 22 ноября 2009 года в Москве состоялась встреча Председателя Великого Национального Собрания Турции Мехмета Али Шахина с Иваном Саввиди, координатором межпарламентской депутатской группы по связям с Парламентом Греция, депутатом Государственной Думы РФ, в ходе которой также обсуждался вопрос паломничества, а также инцидент, случившийся 15 августа 2009 года, когда в аэропорту города Трабзон православных священников заставили снять священническую одежду и кресты, якобы по указанию властей.
В 2010 году Министерство культуры и туризма Турции по просьбе Вселенского патриарха дало согласие на проведение в монастыре Панагия Сумела первого с 1922 года богослужения. 15 августа 2010 года, в день Успения Пресвятой Богородицы, Вселенский Патриарх Варфоломей I возглавил литургию в монастыре при стечении нескольких сотен паломников из разных стран.
В сентябре 2015 года монастырь закрыт для посетителей ввиду начала производства восстановительных работ. В июле 2021 года было объявлено о его открытии . В настоящее время монастырь работает только как музей, все службы, кроме как в день Успения Пресвятой Богородицы, запрещены.
Однако, с 2024 года турецкие власти не дают согласия на проведения православной службы в монастыре в традиционный для этого день 15 августа, разрешая провести богослужение при ограниченном количестве паломников и без участия Вселенского патриарха в день отдания праздника Успения. Праздник Успения совпадает с падением Трапезунда в 1461 году, что в Турции считается победой династии Османов над греками, и в то же время поводом для запрета торжественного богослужения.

## Новая Панагия Сумела

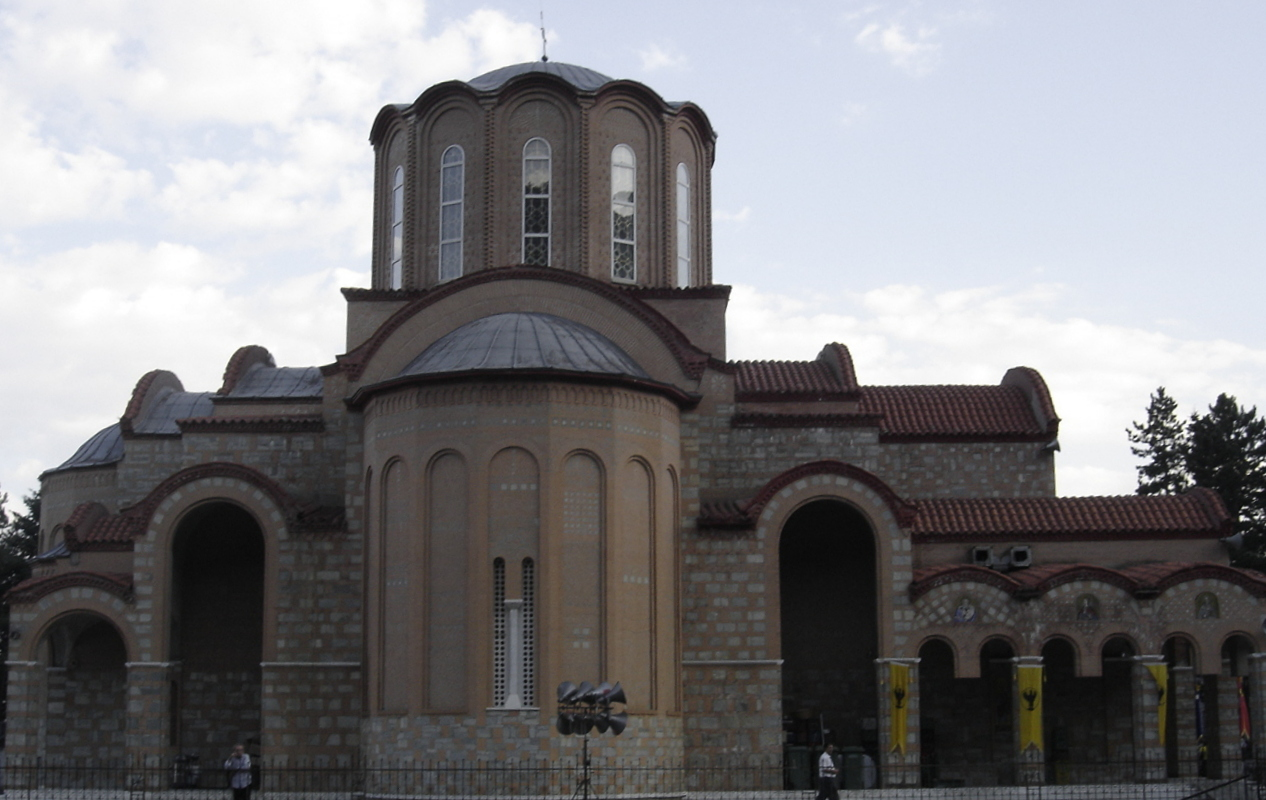
Новая Панагия Сумела в Кастанеи, периферия Западная Македония, Греция

В 1930 году, стараниями Элефтериоса Венизелоса, в рамках развития греко-турецких отношений, турецкий премьер-министр Исмет Инёню посетил Афины, и согласился на то, чтобы греческая делегация прибыла в Понт, чтобы получить реликвии православия и эллинизма.
В 1930 году живы были только два монаха старого исторического монастыря. Дряхлый Иеремия в Лангадасе, который отказался поехать, потому что ноги его не подчинялись ему, или потому что он не хотел вновь пережить те кошмарные сцены турецкого варварства, и красавец, энергичный и живучий Амвросий Сумэльётис, настоятель в церкви Святого Ферапонта в салоникском районе Тумба. От Иеремии Амвросий узнал о часовне, где хранились реликвии. Амвросий, с рекомендательным документом турецкого посольства, поехал в Константинополь и оттуда в Трапезунд, с назначением Панагия Сумела. 
Несколько дней спустя он вернулся в Афины, не только с атрибутами эллинского православия, но и с самим Понтом, как написал тогдашний депутат правительства Венизэлу, Леонид Иасонидис: «В Греции жили Понтийцы, но не жил Понт. С иконой Панагии Сумела прибыл и Понт». Икона осталась на 20 лет в Византийском музее Афин. Первым Леонид Иасонидис предложил в 1931 году повторную интронизацию иконы Сумелы в какой-нибудь район Греции. И в 1951 году Филон Ктенидис из понтийского Кромни воплотил в жизнь мечту всех понтийцев, основав новую Панагию Сумелу на склонах гор Вермион у деревни Кастанея.